# پدری مشترک
پدری مشترک (انگلیسی: Partible paternity) مفهومی فرهنگی از پدری است که بر اساس آن کودک بیش از یک پدر دارد؛ برای مثال، به دلیل یک ایدئولوژی که بارداری را نتیجه تجمعی اعمال متعدد آمیزش جنسی می‌داند. در جوامعی با مفهوم پدری مشترک، این موضوع اغلب منجر به تربیت فرزندی می‌شود که توسط چند پدر به شکلی رابطه چندشوهری با مادر مشترک است، اگرچه همیشه اینطور نیست.